# Michael Woost
Michael Gerard Woost (ur. 17 września 1958 w  Cleveland) – amerykański duchowny katolicki, biskup pomocniczy Cleveland od 2022. 

## Życiorys
Święcenia kapłańskie przyjął 9 czerwca 1984 r. dla diecezji Cleveland.
Po święceniach kapłańskich pełnił następujące funkcje: wikariusza parafii Niepokalanego Poczęcia NMP w Madison (1984-1986); dyrektora odpowiedzialnego za powołania w diecezji (1989-1995). Od 2000 r. do nominacji biskupiej był profesorem nadzwyczajnym teologii liturgicznej i sakramentalnej w Saint Mary Seminary, a od 2022 r. pełnił funkcję dyrektora diecezjalnego biura ds. Kultu Bożego w Cleveland.
9 maja 2022 roku papież Franciszek mianował go biskupem pomocniczym Cleveland wyznaczając mu stolicę tytularną Sertei. Święcenia biskupie przyjął 4 sierpnia 2022 roku. Głównym konsekratorem był Edward Malesic, a współkonsekratorami Roger Gries i Martin Amos. 